# Jadvyga Putinienė
Jadvyga Putinienė (geb. Dunauskaitė; * 30. Dezember 1945 in Kaunas) ist eine ehemalige litauische Speerwerferin, die für die Sowjetunion startete.
Bei den Leichtathletik-Europameisterschaften 1978 in Prag wurde sie Zehnte und bei den Olympischen Spielen 1980 in Moskau Elfte.
Ihre persönliche Bestleistung von 67,84 m stellte sie am 5. Juli 1980 in Moskau auf.